# 8924 Iruma
8924 Iruma è un asteroide della fascia principale. Scoperto nel 1996, presenta un'orbita caratterizzata da un semiasse maggiore pari a 2,3237322 UA e da un'eccentricità di 0,0751268, inclinata di 1,49239° rispetto all'eclittica.